# 2552 Remek
2552 Remek este un asteroid din centura principală, descoperit pe 24 septembrie 1978 de Antonín Mrkos.